# Д’Альтруи, Марко
Марко Д’Альтруи (итал. Marco D'Altrui; род. 25 апреля 1964, Неаполь) — итальянский ватерполист, выступавший за национальную сборную Италии по водному поло в период 1984—1994 годов. Чемпион летних Олимпийских игр в Барселоне, чемпион мира и Европы. Член Зала славы мирового плавания.

## Биография
Родился 25 апреля 1964 года в Неаполе. Его отец Джузеппе Д’Альтруи (1934—2024) был известным ватерполистом, олимпийский чемпион 1960 года в Риме, и Марко пошёл по его стопам, тоже занялся водным поло. Состоял в клубах Pro Recco из Рекко и CUS d'Annunzio из Пескары.
В 1984 году вошёл в основной состав итальянской национальной сборной и благодаря череде удачных выступлений удостоился права защищать честь страны на летних Олимпийских играх в Лос-Анджелесе. Тем не менее, попасть здесь в число призёров в не смог, команда заняла лишь седьмое место.
Первого серьёзного успеха на взрослом международном уровне добился в сезоне 1986 года, когда побывал на чемпионате мира по водным видам спорта в Мадриде и привёз оттуда награду серебряного достоинства — в финале итальянцы со счётом 11:12 уступили сборной Югославии.
В 1987 году Д’Альтруи стал бронзовым призёром чемпионата Европы в Страсбурге.
Находясь в числе лидеров ватерпольной команды Италии, благополучно прошёл отбор на Олимпийские игры в Сеуле, где вновь стал седьмым.
В 1989 году добавил в послужной список бронзовую награду, полученную на европейском первенстве в Бонне.
На Олимпийских играх 1992 года в Барселоне вместе со своей командой завоевал золото, переиграв в финале Испанию.
Став олимпийским чемпионом, Марко Д’Альтруи остался в основном составе итальянской национальной сборной и продолжил принимать участие в крупнейших международных соревнованиях. Так, в 1993 году он одержал победу на чемпионате Европы в Шеффилде, тогда как в сезоне 1994 года выиграл домашний чемпионат мира в Риме.
За выдающиеся спортивные достижения в 2010 году вместе со своим отцом Джузеппе был введён в Зал славы мирового плавания.